# Gante-Wevelgem 1969
La Gante-Wevelgem 1969 fue la 31.ª edición de la carrera ciclista Gante-Wevelgem y se disputó el 16 de abril de 1969 sobre una distancia de 250 km.  
El belga Willy Vekemans (Goldor-Hertekamp-Gerka) se impuso en la prueba al imponerse al sprint. Los hermanos belgas Roger y Eric De Vlaeminck completaron el podio. 

## Clasificación final
| Posición | Ciclista              | Equipo                 | Tiempo    |
| -------- | --------------------- | ---------------------- | --------- |
| 1        | Willy Vekemans        | Goldor-Hertekamp-Gerka | 5h 46'03" |
| 2        | Roger De Vlaeminck    | Flandria-De Clerck     | a 1"      |
| 3        | Eric De Vlaeminck     | Flandria-De Clerck     | m.t.      |
| 4        | Eric Leman            | Flandria-De Clerck     | m.t.      |
| 5        | Antoine Houbrechts    | Flandria-De Clerck     | m.t.      |
| 6        | Valère Van Sweevelt   | Faema                  | a 15"     |
| 7        | Harm Ottenbros        | Willem II-Gazelle      | m.t.      |
| 8        | Daniel Van Rijckeghem | Dr. Mann-Grundig       | m.t.      |
| 9        | Patrick Sercu         | Faema                  | m.t.      |
| 10       | Rik Van Looy          | Willem II-Gazelle      | m.t.      |